# Sålejaure (Frostvikens socken, Jämtland)
Sålejaure är en sjö i Strömsunds kommun i Jämtland och ingår i Ångermanälvens huvudavrinningsområde. Sjön har en area på 0,533 kvadratkilometer och ligger 764,4 meter över havet.

## Delavrinningsområde
Sålejaure ingår i det delavrinningsområde (717420-143432) som SMHI kallar för Utloppet av Sålejaure. Medelhöjden är 815 meter över havet och ytan är 3,03 kvadratkilometer. Det finns ett avrinningsområde uppströms, och räknas det in blir den ackumulerade arean 6,12 kvadratkilometer. Vattendraget som avvattnar avrinningsområdet har biflödesordning 4, vilket innebär att vattnet flödar genom totalt 4 vattendrag innan det når havet efter 350 kilometer. Avrinningsområdet består mestadels av kalfjäll (82 procent). Avrinningsområdet har 0,53 kvadratkilometer vattenytor vilket ger det en sjöprocent på 17,6 procent.